# Eretmopus retensa
Eretmopus retensa là một loài bướm đêm trong họ Geometridae.